# After School
After School (hangul: 애프터스쿨; w skrócie A.S.) – południowokoreański zespół stworzony przez Pledis Entertainment. W zespole stosowany jest system absolwentek. After School zadebiutowały 15 stycznia 2009 roku z singlem New Schoolgirl. 
Grupa zadebiutowała na rynku japońskim w 2011 roku pod marką wytwórni Avex Trax, wydając japońskie wersje singli „Bang!”, „Diva”, „Shampoo” i „Because of You”. Ich japoński debiut był udany, zadebiutowały na liście Oricon Weekly Chart na siódmej pozycji. Pierwszy japoński album, PLAYGIRLZ, zadebiutował na ósmej pozycji listy Oricon Weekly Album Chart.
Od 2015 roku zespół wstrzymał promocje grupowe, a członkowie rozpoczęły indywidualną karierę muzyczną, aktorską i modelingową. 15 maja 2019 roku Lizzy wspomniała w wywiadzie, że grupa After School nieoficjalnie została rozwiązana, gdy członkowie stopniowo poszły własnymi drogami.

## Członkowie

### Ostatni skład
- Nana (kor. 나나; właśc. Im Jin-ah (임진아))
- E-Young (kor. 이영; właśc. Noh Yi-young (노이영))

### Byłe
- Soyoung (소영, Joo So-young; 주소영)
- Bekah (베카, Rebekah Kim)
- Kahi (가희, Park Ji-young; 박지영)
- Jooyeon (주연, Lee Joo-yeon; 이주연)
- Jungah (정아, Kim Jung-ah; 김정아)
- Uee (유이, Kim Yu-jin; 김유진)
- Lizzy (kor. 리지; właśc. Park Soo-young (박수영))
- Raina (kor. 레이나; właśc. Oh Hye-rin (오혜린))
- Kaeun (kor. 가은; właśc. Lee Ka-eun (이가은))

## Podgrupy
- Orange Caramel (Raina, Nana oraz Lizzy)
- A.S. RED (Kahi, Jung-A, U-ie oraz Nana)
- A.S. BLUE (Juyeon, Raina, Lizzy oraz E-Young)

## Dyskografia
Albumy studyjne
| Rok                                            | Dane dot. albumu                                                                                   | Najwyższa pozycja | Najwyższa pozycja | Sprzedaż       | Certyfikaty |
| Rok                                            | Dane dot. albumu                                                                                   | KOR               | JPN               | Sprzedaż       | Certyfikaty |
| Koreańskie                                     | Koreańskie                                                                                         | Koreańskie        | Koreańskie        | Koreańskie     | Koreańskie  |
| ---------------------------------------------- | -------------------------------------------------------------------------------------------------- | ----------------- | ----------------- | -------------- | ----------- |
| 2011                                           | Virgin - Wydany: 29 kwietnia 2011 - Wytwórnia: Pledis Entertainment - Format: CD, digital download | 2                 |                   | - KOR: 31 084+ |             |
| Japońskie                                      | |                   |                   |                |             |
| 2012                                           | Playgirlz - Wydany: 14 marca 2012 - Wytwórnia: Avex Trax - Format: CD, digital download            |                   | 8                 |                |             |
| 2014                                           | Dress to Kill - Wydany: 19 marca 2014 - Wytwórnia: Avex Trax - Format: CD, digital download        |                   | 33                |                |             |
| "–" oznacza, że wydawnictwo nie było notowane. | |                   |                   |                |             |

Single koreańskie
- New Schoolgirl (2009)
- DIVA (2009)
- Dream Girl (2009)
- Neo Ttaemune (kor. 너 때문에; 2009)
- Bang! (2010)
- Hazel Eyes (2010)
- RED (2011; jako A.S. RED)
- BLUE (2011; jako A.S. BLUE)
- Flashback (2012)
- Cheot Sarang (kor. 첫 사랑; 2013)

Single japońskie
- Bang! (2011)
- DIVA (2011)
- Rambling girls/Because of you (2012)
- Lady Luck/Dilly Dally (2012)
- Heaven (2013)
- Shh (2014)